# いぶきけい
いぶき けいは、日本のフランス語・英語翻訳家。
島根県生まれ。東京都立大学人文学部（フランス文学専攻）卒業。絵本輸入会社等勤務ののち、フランスで2年、米国で1年暮らす。帰国後、翻訳工房「トレデュニオン」を立ち上げ、フランス語の実務翻訳に携わる。
現在は、小説、絵本、児童書、ヴィジュアルブックなど幅広い分野の書籍を翻訳している。

## 主な翻訳リスト

### 小説
- 『暗闇の楽器』（ナンシー・ヒューストン、水声社） 2010年  ISBN 978-4891767839
- 『赤外線』（ナンシー・ヒューストン、水声社） 2011年  ISBN 978-4891768546

### 絵本
- 『ポメロはタンポポのしたがすき』（ラマウナ・バデスキュー作、ベンジャマン・ショ絵、ソニー・マガジンズ） 2004年  ISBN 978-4789722667
- 『シュゼット：ママへのおくりもの』（カンタン・グレバン作・絵、ワールドライブラリー） 2015年  ISBN 978-4908013423
- 『アンジェロのいろあつめ』（シルヴィ・ポワルヴェ作、オレリー・ギルレー絵、ワールドライブラリー） 2017年  ISBN 978-4908013898
- 『よるのクロネコ』（ジョエル・フランツ・ローゼル作、ベッペ・ジャコッベ絵、ワールドライブラリー） 2017年  ISBN 978-4908013928
- 『モンスターだって、はをみがく!』（ジェシカ・マルティネロ作、グレゴリー・マビール絵、ワールドライブラリー） 2019年  ISBN 978-4909779045
- 『ライオンさん、ヘアサロンにいく!』（ブリッタ・テッケントラップ作・絵、ワールドライブラリー） 2019年  ISBN 978-4909779052

### 児童書
- 『友だちになれたら、きっと。：イスラエルとパレスチナの少女の文通』（ガリト・フィンク,メルヴェト・アクラム・シャーバーン作、リツァ・ブダリカ編、鈴木出版） 2007年  ISBN 978-4790231967[1]

### ヴィジュアル
- 『かげのむこうに：切り絵アート絵本』（グラフィック社） 2014年  ISBN 978-4766126839
- 『フランスのヴィンテージデザイン』（クリスティーヌ・バレリー、グラフィック社） 2016年  ISBN 978-4766128123
- 『ねこ：ちいさな手のひら事典』（ブリジット・ビュラール=コルドー、グラフィック社） 2016年  ISBN 978-4766128970
- 『きのこ：ちいさな手のひら事典』（ミリアム・ブラン、グラフィック社） 2016年  ISBN 978-4766128987
- 『テラリウム・デコ：ガラスの中の小さな植物園』（フロール・パリクス、新田拓真監修、グラフィック社） 2016年  ISBN 978-4766129250
- 『マジカル・タワー：ふしぎな垂直ぬりえ』（アビ・デイカー、グラフィック社） 2017年  ISBN 978-4766129779
- 『THE GAY 90'S：愛しの1890年代』（マーク・ライデン作、グラフィック社） 2017年  ISBN 978-4766129885
- 『世界の屋台メシ』（ジャン=フランソワ・マレ、グラフィック社） 2017年  ISBN 978-4766130225
- 『デロールの理科室から：美しい掛図と科学考察』（ルイ=アルベール・ド・ブロイ,シルヴィ・アルブ=タバール編著、グラフィック社） 2018年  ISBN 978-4766131161
- 『天使：ちいさな手のひら事典』（ニコル・マッソン、グラフィック社） 2018年  ISBN 978-4766131093
- 『線画芸術：線が紡ぐ緻密で美しい世界』（クアン・チュウ編著、グラフィック社） 2018年  ISBN 978-4766131420
- 『クロモカードコレクション：フランスのヴィンテージ広告カード』（イザボー・ド・ルフィニャック、グラフィック社） 2018年  ISBN 978-4766131987
- 『フリーダ：切り絵でつむぐ9つの物語』（セバスティアン・ペレーズ作、バンジャマン・ラコンブ絵、グラフィック社） 2018年  ISBN 978-4766132090
- 『肉塊アート：人体解剖美術集』（エミリ・エヴァンス文、ロドルフ・ラシャ編、グラフィック社） 2018年  ISBN 978-4766132212
- 『ハッピーディ：花束になるブーケブック』（モーリー・ハッチ、グラフィック社） 2019年  ISBN 978-4766132823
- 『草間彌生物語：永遠へ：イラスト・アートブック』（サラ・スズキ文、エレン・ワインスタイン絵、グラフィック社） 2019年  ISBN 978-4766132687
- 『あなたを想って：花束になるブーケブック』（モーリー・ハッチ作・その他、グラフィック社） 2020年  ISBN 978-4766133813
- 『魔女：ちいさな手のひら事典』（ドミニク・フゥフェル、グラフィック社） 2020年  ISBN 978-4766134322